# Eurylaimus
Eurylaimus is een geslacht van zangvogels uit de familie breedbekken en hapvogels (Eurylaimidae).

## Soorten
Het geslacht kent twee soorten:
- Eurylaimus javanicus  – Javaanse hapvogel
- Eurylaimus ochromalus  – Zwartgele hapvogel